# Marie af Baden (1865-1939)
Marie af Baden (Sophie Marie Luise Amelie Josephine; 26. juli 1865 – 29. november 1939) var en tysk prinsesse af Baden., der var hertuginde af Anhalt fra 1904 til 1918 som ægtefælle til hertug Frederik 2. af Anhalt. Marie var søster til den  Prins Max af Baden, der var det Tyske Kejserriges sidste rigskansler.

## Biografi
Prinsesse Marie blev født den 26. juli 1865 i Baden-Baden i Storhertugdømmet Baden som datter af prins Vilhelm af Baden i hans ægteskab med prinsesse Maria Maximilianovna af Leuchtenberg.
Hun blev gift den 2. juli 1889 i Karlsruhe med arveprins Frederik af Anhalt, der var tronfølger i det lille hertugdømme Anhalt i det centrale Tyskland. Arveprins Frederik blev hertug af Anhalt som Frederik 2. i 1904, da hans far døde, og Marie blev hertuginde.
Hertug Frederik 2. døde den 21. april 1918 kort før monarkierne blev afskaffet i Tyskland ved Novemberrevolutionen i 1918 umiddelbart før afslutningen af 1. verdenskrig. Hertuginde Marie overlevede sin mand med 21 år og døde den 29. november 1939 i Baden-Baden i Republikken Baden.

## Eksterne links
- Wikimedia Commons har flere filer relateret til Marie af Baden (1865-1939)